# Abweiler
Abweiler (luxembourgeois : Obeler) est une section de la commune luxembourgeoise de Bettembourg située dans le canton d'Esch-sur-Alzette.